# Québec (Procureur général) c. Canadian Owners and Pilots Association
Décision
Les provinces ne peuvent empêcher le gouvernement fédéral d'installer un aéroport en territoire agricole.
Jugement complet
texte intégral sur csc.lexum.org
Québec (Procureur général) c. Canadian Owners and Pilots Association, aussi connu sous l'appellation Québec c. COPA, est un arrêt de la Cour suprême du Canada prononcé en 2010 qui traite du partage des compétences législatives entre les provinces et le gouvernement fédéral. Afin de déterminer si l'installation d'un aéroport relève exclusivement du Parlement fédéral, la Cour suprême aborde l'applicabilité des doctrines de l'exclusivité des compétences et de la prépondérance fédérale en droit constitutionnel canadien.
La Cour conclut que les provinces ne peuvent empêcher le gouvernement fédéral de décider de l'emplacement d'un aéroport, même si la loi provinciale interdit son installation en territoire agricole.

## Les faits
Un aérodrome, enregistré en vertu de la Loi fédérale sur l'aéronautique, a été construit sur un terrain zoné agricole au Québec. L'article 26 de la Loi québécoise sur la protection du territoire et des activités agricoles (LPTAA) interdit l'utilisation des terres d'une région agricole désignée à des fins autres que l'agriculture, sous réserve de l'autorisation préalable de la Commission de protection du territoire agricole du Québec (CPTAQ).
Puisque l'autorisation de la Commission n'a pas été obtenue avant la construction de l'aérodrome, la Commission ordonne la restauration de la terre dans son état antérieur, conformément à la LPTAA. Cette décision a été contestée au motif que l'aéronautique est de compétence fédérale.

## Décision des tribunaux inférieurs
Le Tribunal administratif du Québec, la Cour du Québec et la Cour supérieure du Québec ont tous confirmé la décision de la CPTAQ, mais la Cour d'appel du Québec a conclu que l'exclusivité des compétences ne permet pas à la Commission d'ordonner le démantèlement de l'aérodrome.

## Décision de la Cour suprême
L'appel a été rejeté. L'exclusivité des compétences s'applique en l'espèce, en vertu du critère à deux volets qui a été énoncé par la juge en chef McLachlin :

« [27] La première étape consiste à déterminer si la loi provinciale — l’art. 26 de la Loi — empiète sur le « cœur » d’une compétence fédérale.  Si c’est le cas, la deuxième étape consiste à déterminer si cette loi provinciale a, sur l’exercice de la compétence fédérale protégée, un effet suffisamment grave pour entraîner l’application de la doctrine de la compétence exclusive. »

Bien que la LPTAA soit une loi provinciale valide, elle est inapplicable dans la mesure où elle a une incidence sur la compétence fédérale en matière d'aéronautique. La compétence fédérale en matière d'aéronautique englobe non seulement la réglementation de l'exploitation des aéronefs et des aéroports, mais aussi le pouvoir de déterminer l'emplacement des aéroports et des aérodromes. Ce pouvoir est une partie essentielle et indivisible de l'aéronautique et, à ce titre, se trouve dans le cœur protégé de la compétence aéronautique fédéral.
En interdisant la construction d'aérodromes sur des terres agricoles désignées sauf autorisation préalable de la Commission, la LPTAA a effectivement retiré la superficie totale des régions agricoles désignées du territoire que le Parlement peut désigner pour des fins aéronautiques. Ce n'est pas une superficie de terrain insignifiante et une grande partie est stratégiquement située.
- Bien que l'art. 26 de la loi québécoise ne stérilise pas le pouvoir du Parlement de légiférer sur l'aéronautique, la doctrine de la prépondérance permettrait au Parlement de passer outre à la législation provinciale en matière de zonage aux fins d'établir des aérodromes , il a néanmoins gravement affecté la manière dont ce pouvoir peut être exercé.
- Si l'art. 26 est appliqué, il forcerait le Parlement fédéral à choisir entre accepter que la province puisse interdire l'implantation d'aérodromes d'une part, ou légiférer spécifiquement pour déroger à la loi provinciale d'autre part. Cela porterait gravement atteinte à la compétence fédérale en matière d'aviation,  ce qui forcerait effectivement le Parlement fédéral à adopter un régime différent et plus contraignant pour l'établissement d'aérodromes qu'il n'a en fait choisi de le faire.

En appel, le Québec avait soutenu que l'exclusivité des compétences ne s'appliquait pas lorsqu'une loi soulève un double aspect. Même s'il n'était pas nécessaire de trancher cette question, il a été déclaré que l'argument avait mal interprété la doctrine de l'exclusivité des compétences :

« L’analyse de cette doctrine présuppose la validité d’une loi et porte exclusivement sur les effets de la loi sur le cœur d’une compétence fédérale [...] Ce qui importe, du point de vue de l’exclusivité des compétences, c’est que la loi a pour effet d’entraver l’exercice d’une activité relevant du cœur d’une compétence fédérale.  Dans les cas où elle s’applique, la doctrine assure la protection, contre toute entrave provinciale, du cœur de la compétence fédérale qui bénéficie de l’exclusivité. »

La doctrine de la prépondérance fédérale ne s'applique pas en l'espèce.
- La prépondérance peut découler soit de l'impossibilité de se conformer aux lois fédérales et provinciales, soit de la frustration d'un objectif fédéral. Ici, il n'y a pas de conflit opérationnel, puisque la législation fédérale n'exige pas la construction d'un aérodrome et qu'il est possible de se conformer à la fois à la législation provinciale et fédérale en démolissant l'aérodrome.
- Il n'y a pas non plus de preuve établissant qu'un objectif fédéral concernant l'emplacement des aérodromes est contrecarré par la loi provinciale. Les règlements fédéraux prévoient que le ministre responsable peut déterminer que l'emplacement de chaque aérodrome enregistré est dans l'intérêt public, mais ils ne divulguent aucun objectif fédéral concernant l'emplacement des aérodromes.

## Jugement dissident
Le juge Marie Deschamps a déclaré que la seule différence entre la présente affaire et Québec (Procureur général) c. Lacombe (qui a été rendue le même jour) est  que l'arrêt Lacombe portait sur le zonage municipal et la que l'arrêt COPA concerne un régime provincial de zonage agricole. Elle a conclu qu'il n'y avait aucune preuve d'un effet incident qui équivaudrait à une entrave au cœur de la compétence fédérale en matière d'aéronautique.

## Impact
Québec c. COPA et une autre cause jugée concurremment, Québec c. Lacombe, constituent des contributions significatives à la jurisprudence de la Cour suprême sur le fédéralisme canadien. Certains analystes ont déploré l'incohérence de cet arrêt par rapport à des décisions précédentes de la Cour.